# Uden ord (film fra 2003)
|  | Denne artikel er oprettet af botten Steenthbot ud fra en ekstern database. Den kan derfor have sproglige fejl eller mangler. Denne skabelon kan fjernes efter kontrol af indholdet. |

 For alternative betydninger, se Uden ord. (Se også artikler, som begynder med Uden ord)
Uden ord er en dansk kortfilm fra 2003 instrueret af Katrine Philp efter eget manuskript.

## Handling
En fortælling om overgreb. Krop og begær. Om en kvinde og hendes erindring.
Uden Ord er en film om et mysterium.
Martine har mistet sin stemme, og hun har været stum i 11 måneder.
Sammen med sin søster Erika prøver hun at finde ud af, hvorfor hendes stemme er forsvundet. Hun forsøger desperat på at få den tilbage.
Hvis det lykkedes, vil stemmen da være forandret? Vil Martine?